# ビヴァリー・ナイト
ビヴァリー・ナイト MBE （Beverley Knight, 1973年3月22日- ）は、イングランドのR&B歌手。
1996年にデビューアルバム『The B-Funk』をリリースし、多方面で活動している。2007年に大英帝国勲章（MBE）を受章した。
BBC2で『Beverley's Gospel Night's』というラジオ番組を持っている。

## アルバム
- The B-Funk
- Prodigal Sista
- Who I Am
- Affirmation
- Voice: The Best Of Beverley Knight
- Music City Soul
- 100%